# Maria Mutter der Kirche (Baranowo)
Die Kirche Maria Mutter der Kirche in Baranowo ist ein Bauwerk aus dem beginnenden 20. Jahrhundert. Sie diente bis 1945 als zentrales Gotteshaus für das evangelische Kirchspiel Barranowen (auch Baranowen, 1938–1945 Hoverbeck) in Ostpreußen und ist heute katholische Pfarrkirche von Baranowo in der polnischen Woiwodschaft Ermland-Masuren.

## Geographische Lage
Baranowo liegt in der südlichen Mitte der Woiwodschaft Ermland-Masuren an der polnischen Landesstraße 16 (frühere deutsche Reichsstraße 127) zwischen den Städten Mrągowo (deutsch Sensburg) und Mikołajki (Nikolaiken). Die Kirche steht im Südosten des Dorfzentrums im Süden der Hauptstraße.

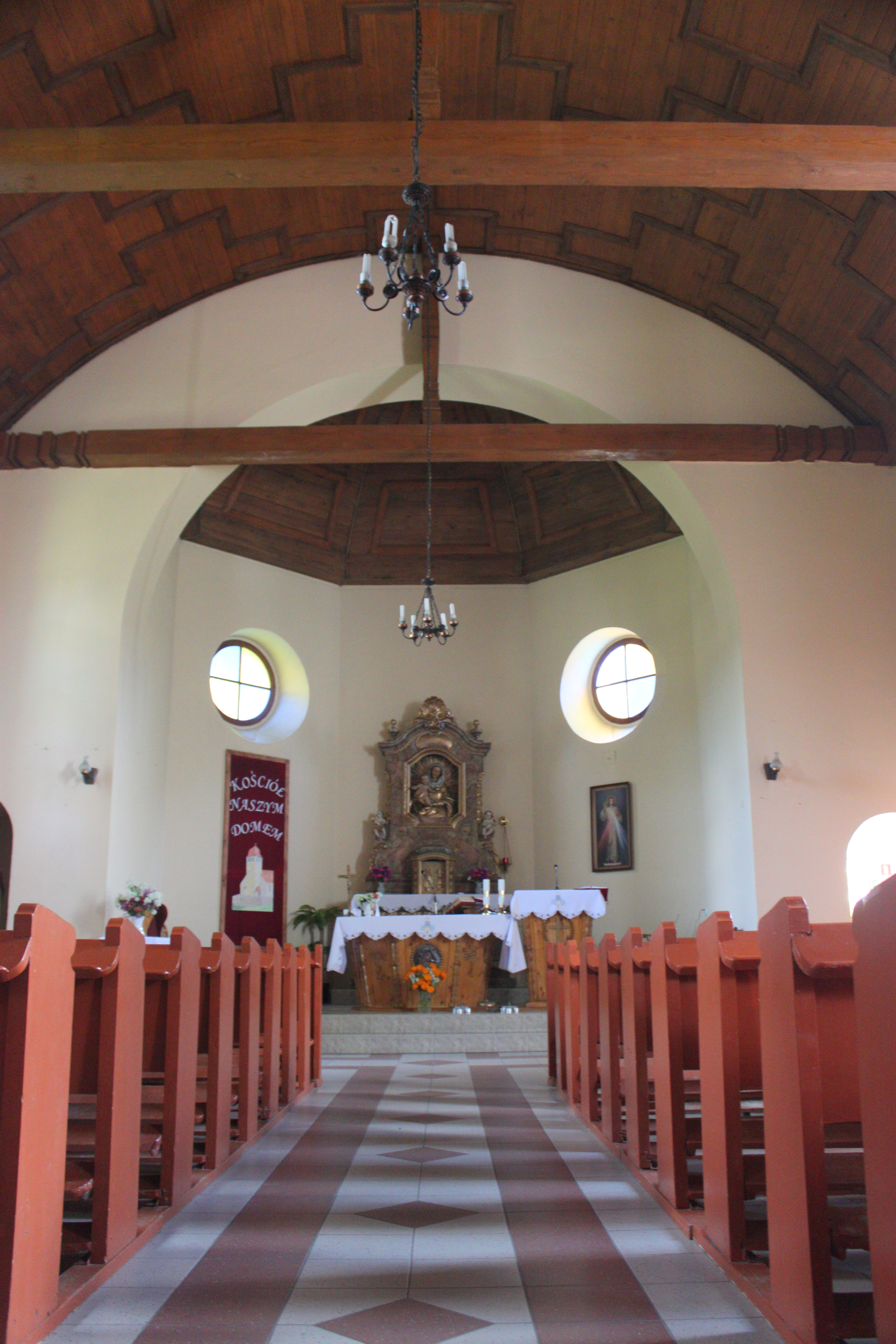
Blick in den Kirchenraum

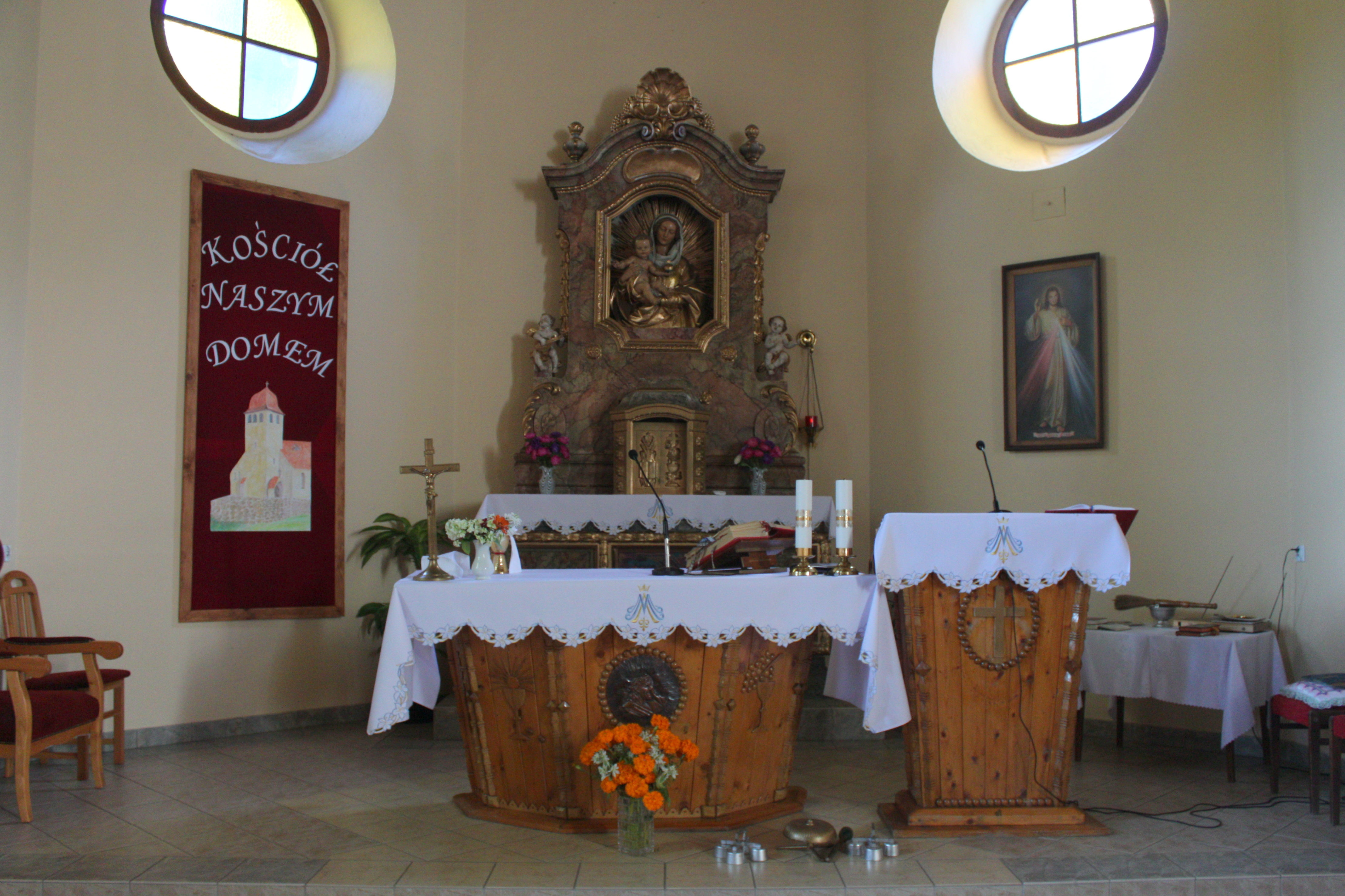
Blick auf den Altar

## Kirchengebäude
Barranowen erhielt im Jahr 1907 ein eigenes evangelisches Gotteshaus, das am Erntedankfest (6. Oktober) feierlich eingeweiht wurde. Das eklektizistische Bauwerk steht auf einer von einer Feldsteinmauer befestigten kleinen Anhöhe. Dem Kirchenschiff ist der Turm mit Haube vorgesetzt und ein Chor angesetzt.
Die Außenwände des Gebäudes sind mit einem hellen Anstrich versehen. Im Innenraum ist der Altar mit Bildwand (das Original wurde nach 1945 ausgewechselt) steht in der Mitte des Chorraums, links davor der Taufstein. Am rechten Übergang vom Altarraum zum Schiff befand sich ursprünglich die Kanzel. Das gesamte Kirchenschiff wird durch eine gewölbte Holzdecke überdeckt.
Nach Übernahme durch die katholische Kirche nach 1945 wurde das Gotteshaus verschiedene Male baulich verändert und den jetzigen liturgischen Zwecken entsprechend gestaltet. Die Kirche führt nun den Namen „Maria Mutter der Kirche“.

## Kirchen-/Pfarrgemeinde

### Evangelische Kirchengemeinde

#### Kirchengeschichte
Die anwachsende Einwohnerzahl machte es nötig, in der Region zwischen Sensburg und Nikolaiken für kirchliche Entlastung zu sorgen. Im Jahre 1902 wurde eine eigene Kirchengemeinde in Barranowen (1938 bis 1945 in „Hoverbeck“ umbenannt) gebildet, wobei man die Kirchspielorte aus den Gemeinden Sensburg und Nikolaiken umpfarrte. Es entstand ein mehr als 20 Orte bzw. Wohnplätze umfassender Pfarrsprengel. In den ersten Jahren gab es in Barranowen noch keine Kirche. Am Erntedankfest 1907 schließlich konnte ein Gotteshausneubau in Dienst genommen werden.
Die Kirchengemeinde Barranowen war ohne Kirchenpatronat. Sie zählte im Jahr 1925 insgesamt 2.700 Gemeindeglieder und gehörte bis 1945 zum Kirchenkreis Sensburg in der Kirchenprovinz Ostpreußen der Evangelischen Kirche der Altpreußischen Union. Flucht und Vertreibung der einheimischen Bevölkerung setzten dem evangelischen Kirchenleben in dem nach 1945 Baranowo genannten Ort ein Ende. Heute hier wieder lebende wenige evangelische Kirchenglieder gehören nun zur Kirche in Mikołajki innerhalb der Diözese Masuren der Evangelisch-Augsburgischen Kirche in Polen.

#### Kirchspielorte
Zum Kirchspiel Barranowen (Hoverbeck) gehörten von 1902 bis 1945 insgesamt 26 Orte und Ortschaften:
| Ortsname         | Geänderter Name (1938 bis 1945) | Polnischer Name |  | Ortsname         | Geänderter Name (1938 bis 1945) | Polnischer Name |
| ---------------- | ------------------------------- | --------------- |  | ---------------- | ------------------------------- | --------------- |
| *Barranowen      | Hoverbeck                       | Baranowo        |  | Nadafken         | Kuppenhof                       | Nadawki         |
| Eichelswalde     |                                 | Świnie Oko      |  | Neu Kossewen     |                                 |                 |
| *Faszen          | Fasten                          | Faszcze         |  | Nowinnen         |                                 | Nowiny          |
| Grabnick         |                                 | Grabnik         |  | *Ober Kossewen   | Oberrechenberg                  | Kosewo Górne    |
| Groß Maitz       |                                 |                 |  | Ober Proberg     |                                 | Probark Górny   |
| Inulzen          | Neufasten                       | Inulec          |  | Pfeilswalde      |                                 | Pilnic          |
| Klein Maitz      |                                 | Majcz Mały      |  | Sawadden         | Balz                            | Zawada          |
| Klein Schnittken |                                 | Śmietki Małe    |  | Schnittken       |                                 | Śmietki         |
| *Kossewen        | Rechenberg                      | Kosewo          |  | Schnittker Mühle |                                 |                 |
| Kutzen           |                                 | Kucze           |  | Vollmarstein     |                                 | Nowe Nadawki    |
| *Lindendorf      |                                 | Lipowo          |  | *Wessolowen      | (ab 1929) Wesselhof             | Wesołowo        |
| Lissuhnen        |                                 | Lisiny          |  | Wiesenau         |                                 | Małoszewo       |
| Ludwigshof       |                                 | Śmietki Małe    |  | Zudnochen        | Siebenhöfen                     | Cudnochy        |

#### Pfarrer
An der Kirche Barranowen taten zwischen 1902 und 1945 pfarramtlichen Dienst:
| - Friedrich Brenner, 1902–1910 - Oskar Losch, 1911–1945 |

#### Kirchenbücher
Die Kirchenbuchunterlagen des Kirchspiels Barranowen/Hoverbeck sind nahezu vollständig erhalten und werden im Evangelischen Zentralarchiv in Berlin-Kreuzberg aufbewahrt:
- Taufen: 1902 bis 1944
- Trauungen: 1902 bis 1944
- Begräbnisse: 1920 bis 1944.

Zu diesen Unterlagen gibt es Namensverzeichnisse. Außerdem werden Gefallenenlisten aus dem Ersten und Zweiten Weltkrieg aufbewahrt.

### Katholische Pfarrgemeinde

#### Kirchengeschichte
Vor 1945 lebten nur sehr wenige Katholiken in der Region Barranowen/Hoverbeck. Sie waren in die St.-Adalbert-Kirche in Sensburg eingepfarrt, die zum Dekanat Masuren II (Sitz: Johannisburg, polnisch Pisz) im Bistum Ermland gehörte. Nach 1945 siedelten sich in Baranowo zahlreiche polnische Neubürger an, die fast ausnahmslos katholischer Konfession waren und hier eine kirchliche Gemeinschaft bildeten, die die bisher evangelische Kirche als ihr Gotteshaus nutzte. Im Jahr 1984 wurde in Baranowo eine katholische Pfarrei gebildet. Sie ist eingebettet in das Dekanat Mikołajki im Bistum Ełk der polnischen katholischen Kirche. Zugeordnet ist die Filialgemeinde in Zełwągi (Selbongen).

#### Pfarrer
Als Priester wirkten an der Kirche „Maria-Mutter-der-Kirche“ in Baranowo:
| - Jerzy Jaskuła, 1984–1990 - Stanisław Diaków, 1990–2002 - Tadeusz Kulesza, 2002–2016 - Dariusz Jasiulewicz, seit 2016 |

#### Kirchenbücher
Die Kirchenbücher liegen seit dem Jahre 1979 vor.

## Verweise